# Mezzotinta
Mezzotinta (franc. manière noire, njem. schabkunst, engl. mezzotint), grafički postupak dubokog tiska pri kojem se matrica izrađuje mehaničkim putem.

## Povijest
Izum mezzotinte se pripisuje Ludwigu von Siegenu (1609. – 1680.) sredinom 17. stoljeća.

## Princip
Tehnika se zasniva na granuliranju metalne ploče s pomoću njihalice (kolijevke), specijalnog alata koji ima kanaliranu oštru reznu površinu, pokretima u četiri smjera. S ovako ravnomjerno granulirane površine preciznim se mjestimičnim uklanjanjem zrna postižu tamniji ili svjetliji tonovi. Ploča se boji i briše kao kod dubokog tiska i tiska na tijesku za duboki tisak.
Ova spora tehnika koja zahtijeva preciznost i strpljivost grafičara danas se rijetko koristi.

## Galerija
- Prva poznata mezzotinta, Ludwig von Siegen, 1642.
- Rana mezzotinta Vailleranta, Siegenova pomoćnika ili tutora. Mladić koji čita, s Kupidovim kipom.

## Vanjske poveznice
- The early history of mezzotint and the prints of Richard Tompson and Alexander Browne, from the National Portrait Gallery, London – Good feature on the early history
- The Printed image in the West:Mezzotint – from the Metropolitan Museum of Art timeline of Art History – fuller description & history, with images
- Edukativna interaktivna prezentacija koja objašnjava principe grafičkih tehnika i proces izrade grafičkog lista (Muzej moderne umjetnosti u New Yorku)